# Hellenic Rescue Team
L'Equip de Rescat Hel·lènic (Hellenic Rescue Team - HRT) és una organització no governamental de Recerca i Rescat que opera al mar Egeu. És dirigit per voluntaris i funciona des de 1978. D'ençà 1994 opera com una associació. El HRC està cooperant amb el Ministeri Grec d'Afers Estrangers i la Unió Europea. L'Equip de Rescat Hel·lènic va ser rebre el Nansen Premi de Refugiat el 2016.

## Història
L'equip de Rescat Hel·lènic va ser fundat el 1978. Es considera com una associació des de 1994. El HRT està certificat pel Secretariat General de Protecció Civil del Ministeri de l'Ordre Públic i la Protecció del Ciutadà amb Reg. També amb l'INSARAG de les Nacions Unides a partir del 23 de juny del 2005.

## Missió
L'organització té diversos objectius. Un dels objectius principals és proporcionar assistència a la comunitat. Això implica missió humanitària, prevenció de riscoa, primers auxilis, suport de vida, preparació i entrenament en la recerca. L'organització es dedica al rescat tant a Grècia com a l'estranger. Les situacions en què operen els rescats de HRT són emergències i la necessitat nacional, quan s'ha de tractar amb desastres naturals o atzars ambientals greus, tals com terratrèmols. Però també en situacions on les persones es troben encallades (allaus, inundacions, incendis) i on es realitzen operacions de recerca de les persones desaparegudes, especialment en aquelles zones muntanyoses o marítimes. S'ofereix ajuda a tot aquell que la demani. Un altre objectiu principal és la provisió de l'emergència humanitària, menjar, desenvolupament i qualsevol altre tipus d'ajut, com reestructuració i recuperació, a les poblacions de tercers països, i particularment països en desenvolupament, així com agafant iniciatives que poden contribuir al desenvolupament econòmic i social d'aquests països. La realització d'aquests programes pels membres poden ser fetes a través de treballar amb un membre local creïble o a través de la mobilització de la comunitat local.El HRT també condueix recerca tecnològica i desenvolupament experimental de mètodes innovadors, productes i serveis a les àrees de rescat, prevenció i seguretat, IT, telecomunicacions i medicina. També es dedica a proporcionar serveis socials, assistència i suport financer a grups vulnerables i persones amb discapacitats.
L'Equip de Rescat Hel·lènic també vol enfortir la conscienciació social i l'esperit voluntari entre els ciutadans de la població, a través de campanyes d'informació, promoció, educació i conscienciació.
La provisió d'ajut per l'Organització és oferta sense cap mena de discriminació, ja sigui racial, religiosa, política, econòmica, social...

## Esforços

Refugiats sirians i iraquians arriben a Skala Sykamias a Lesbos, Grècia

L'Equip de Rescat Hel·lènic salva persones del mar Egeu i les muntanyes gregues. Actualment consta de 2,500 voluntaris. Té 42 branques i 16 seus esteses a través de les illes gregues. La seva seu principal està a Thessaloniki.
Durant l'alçada de la crisi de refugiats el 2015, els voluntaris de HRT van emprendre 1,035 operacions de rescat, salvant 2,500 vides i assistint més de 7,000 persones cap a la seguretat. Treballen en cooperació amb la Protecció Civil Grega, l'Hellenic Air Force, la Guàrdia de Costa Grega i el Servei de Foc.

## Cooperacions
L'Equip de Rescat Hel·lènic està en cooperació contínua amb l'OCHA (Oficina per la Coordinació d'Afers Humanitaris), l'Agència per la Cooperació del Desenvolupament Internacional del Ministre d'Afers Estrangers, així com amb ECHO (Oficina Humanitària de la Comunitat Europea) de la Unió Europea. També l'única grega que és membre de la Comissió Internacional pel Rescat Alpí (IKAR-CISA), la Federació de Rescat Marítima Internacional (I.M.R.F.) I l'Internacional Rescue Dog Organization (IRO).

## Reclutament de voluntaris
A través d'un procés de formació anual el HRT recluta nous membres. La sessió té lloc durant diverses setmanes. Els voluntaris són entrenats en el rescat de muntanya, rescat de mar, desastres naturals i primers auxilis. Durant la crisi dels refugiats, el HRT va experimentar un augment significatiu de voluntaris. Hi ha dos directives – Operacions i Entrenament – que tenen la seva seu en l'Administració Central del HRT a Thessaloniki. Departaments especialitzats operen en cada branca per tota l'extensió del territori grec.

## Premis
- Nansen Premi pels refugiat el 2016